# Farka
Farka – sztuczne jezioro w środkowej części Albanii, położone 5 km na południowy wschód od Tirany, u stóp góry Dajti. Zbiornik powstał w latach 80. XX wieku. Rozciąga się na powierzchni 75 ha, a jego długość sięga 760 metrów. Wody ze zbiornika są wykorzystywane do nawadniania pól uprawnych. Popularne miejsce wypoczynku świątecznego dla mieszkańców stolicy.
5 marca 2008 doszło na jeziorze do katastrofy łodzi przewożącej uczestników rodzinnej uroczystości we wsi Farka e Madhe. Spośród 19 pasażerów, 16 utonęło w nurtach jeziora (7 mężczyzn, 7 kobiet i dwójka 5-letnich dzieci). Po katastrofie władze Albanii ogłosiły żałobę narodową.